# 卷饼
捲餅（英語：Wrap）是一種用面饼捲在餡料上製成的食物。常見的捲餅使用的薄餅種類有麵粉薄餅、亞美尼亞薄餅和皮塔饼，而其餡料可能包括魚類、肉類、生菜、番茄、蕈類、培根、洋蔥以及醬料。